# برگ‌پاییان
برگ‌پاییان (نام علمی: Coreinae) نام یک زیرخانواده از تیره برگ‌پایان است.